# John Stiray
John Stiray – południowoafrykański strzelec, olimpijczyk.
Stiray wystąpił na Letnich Igrzyskach Olimpijskich 1924 w jednej konkurencji – karabinie dowolnym leżąc z 600 m. Zajął 48. pozycję wśród 73 strzelców.

## Wyniki

### Igrzyska olimpijskie
| Igrzyska   | Konkurencja                  | Wynik   | Miejsce | Źródło |
| ---------- | ---------------------------- | ------- | ------- | ------ |
| Paryż 1924 | Karabin dowolny leżąc, 600 m | 74 pkt. | 48      | [ 1 ]  |